# Вісник Дніпропетровського університету. Серія: Менеджмент інновацій
«Вісник Дніпропетровського університету. Серія: Менеджмент інновацій» — науковий журнал, заснований Дніпропетровським національним університетом імені Олеся Гончара [Архівовано 31 травня 2009 у Wayback Machine.]. Журнал засновано у 1993 р., а саму серію у 2012 р. Вісник містить результати досліджень провідних фахівців, науковців, здобувачів наукових ступенів та звань з питань сучасного розвитку та формування теоретико-методологічних положень менеджменту інновацій, інноваційного розвитку країн світової економіки в умовах глобалізації, розвитку міжнародної інноваційної діяльності та науково-технологічного обміну, менеджменту та маркетингу наукових досліджень, корпоративного управління. Матеріали можуть бути корисні для науково-педагогічних працівників, науковців, аспірантів та студентів, широкого загалу читачів, які цікавляться питаннями менеджменту інновацій та інноваційної діяльності.
Свідоцтво про державну реєстрацію друкованого засобу масової інформації серія КВ № 21411-11211Р від 25.06. 2015 р.
Усім статтям присвоюється DOI-ідентифікатор 10.15421/19xxxx. 
Науковий журнал внесено до Переліку наукових фахових видань України згідно з наказом МОН України № 747 від 13.07.2015 р.
Періодичність виходу: 4 рази на рік (березень, червень, вересень, грудень).
ISSN 2414-956X (Online),
ISSN 2409-7101 (Print).
У 2017 р. журнал переіменовано на European Journal of Management Issues [Архівовано 27 грудня 2021 у Wayback Machine.]

## Тематична спрямованість журналу
Цей журнал призначено для розміщення наукових публікацій за напрямами: 
- менеджмент;
- економіка і підприємництво;
- міжнародні економічні відносини;
- управління;
- туристичний бізнес;
- інноваційна діяльність;
- менеджмент освітніх послуг;
- цифрова економіка.

## Засновник і видавець
Засновником і видавцем журналу є Дніпропетровський національний університет ім. Олеся Гончара.

## Редакційна колегія

### Голова редакційної колегії
- Мешко Наталія Петрівна, доктор економічних наук, професор, завідуюча кафедрою менеджменту та туристичного бізнесу, Дніпропетровський національний університет імені Олеся Гончара, м. Дніпро, Україна.

### Заступники голови редакційної колегії
- Богодістов Євген Володимирович, доктор філософії, старший науковий співробітник факультету бізнесу і економіки «Університету прикладних наук м. Ной-Ульм», м. Ной-Ульм, Німеччина.
- Джусов Олексій Анатолійович, доктор економічних наук, доцент, професор кафедри менеджменту та туристичного бізнесу, Дніпропетровський національний університет імені Олеся Гончара, м. Дніпро, Україна.

### Члени редакційної колегії
- Валінкевич Наталія Василівна, доктор економічних наук, доцент кафедри економіки та менеджменту, професор кафедри економіки підприємства, Житомирський державний технологічний університет, м. Житомир, Україна.
- Васильчук Юліта, доктор економіки, професор(д-р хабіл), декан факультету менеджменту та економіки, університет «Політехніка Гданська», м. Гданськ, Польща
- Велеско Сергій, доктор економіки, професор, Університет прикладних наук, м. Міттвайда, Німеччина.
- Вольґемут Файт, докторр філософії, професор міжнародного бізнесу Бізнес-школи Університету прикладних наук «Хохшуле фюр технік унд віртшафт Берлін», м. Берлін, Німеччина.
- Гайдка Єжи, доктор філософії, професор Університету м. Лодзь (д-р хабіл), завідувач кафедри економіки промисловості та ринку капіталу, факультет економіки та соціології, Лодзький університет м. Лодзь, Польща
- Гонтарева Ірина В'ячеславівна, доктор економічних наук, професор, професор кафедри економіки підприємства та менеджменту, Харківській національний економічний університет імені Семена Кузнеця, м. Харків, Україна
- Гринько Тетяна Валеріївна, академік Академії економічних наук, доктор економічних наук, професор, завідувач кафедри економіки та управління підприємством, Дніпропетровський національний університет імені Олеся Гончара, м. Дніпро, Україна
- Гришкін Вадим Олегович, доктор економічних наук, доцент, професор кафедри економіки та управління національним господарством, Дніпропетровський національний університет імені Олеся Гончара, м. Дніпро, Україна
- Дабровська Анна, доктор економіки, професор, Варшавська школа економіки, м. Варшава, Польща
- Коваленко Олена Валеріївна, доктор економічних наук, професор, завідувач кафедри економіки підприємства,  Запорізька державна інженерна академія, м. Запоріжжя, Україна
- Крупський Олександр Петрович, кандидат психологічних наук, доцент, доцент кафедри менеджменту та туристичного бізнесу, Дніпропетровський національний університет імені Олеся Гончара, м. Дніпро, Україна
- Кулієв Руфат Атакіши оглу[ru], доктор економічних наук, професор, завідувач кафедри Азербайджанського технічного університету, професор Київського Національного Університету ім.Т.Г.Шевченка, заступник голови Постійної комісії з політичних питань і міжнародної співпраці МПА СНД, член Експертної Ради Вищої Атестаційної Комісії при Президентові Азербайджанської Республіки, м. Баку, Азербайджан.
- Лигіна Ольга Іванівна, доктор філософії в галузі фінансів, проректор з наукової роботи та міжнародних зв'язків, Актюбінський університет імені С. Баїшева, м. Актобе, Казахстан
- Луцяк Віталій Васильович, доктор економічних наук, кандидат технічних наук, доцент, завідувач кафедри менеджменту, Вінницький фінансово-економічний університет, м. Вінниця, Україна
- Мельничук Дмитро Петрович, доктор економічних наук, доцент, завідувач кафедри управління персоналом та  економіки праці, Житомирський державний технологічний університет, м. Житомир, Україна.
- Менард Себастьян, доктор економіки, доцент, Університет штату Мен, м. Ле-Ман, Франція
- Пирог Ольга Володимирівна, доктор економічних наук, професор, завідувач кафедри менеджменту і міжнародного підприємництва Інституту економіки і менеджменту, Національний університет «Львівська політехніка», м. Львів, Україна.
- Приварникова Ірина Юліївна, кандидат економічних наук, доцент, доцент кафедри менеджменту та туристичного бізнесу, Дніпропетровський національний університет імені Олеся Гончара, м. Дніпро, Україна
- Самиотис Константинос, доктор філософії, проф., директор бізнес та менеджмент онлайн програм, Університет Рохемптон, Лондон, Велика Британія
- Сташис Рімантас, доктор філософії, професор економіки, завідувач кафедри менеджменту, факультет соціальних наук, Клайпедський університет, м. Клайпеда, Литва
- Стукало Наталія Вадимівна, доктор економічних наук, професор, декан факультету міжнародної економіки, Дніпропетровський національний університет імені Олеся Гончара, м. Дніпро, Україна
- Толпежников Роман Олексійович, доктор економічних наук, доцент, декан економіко-правового факультету, Маріупольський державний університет, м. Маріуполь, Україна
- Фінагіна Олеся Валентинівна, доктор економічних наук, професор, завідувач кафедри менеджменту та бізнес адміністрування Черкаського державного технологічного університету, м. Черкаси, Україна
- Флейчук Марія Ігорівна, доктор економічних наук, доцент, професор кафедри міжнародних економічних відносин, Львівська комерційна академія, м. Львів, Україна
- Хамініч Світлана Юріївна, доктор економічних наук, професор, академік Академії економічних наук, Академік Міжнародної кадрової академії, професор кафедри економічної теорії та маркетингу, Дніпропетровський національний університет імені Олеся Гончара, м. Дніпро, Україна
- Харчишина Олена Володимирівна, доктор економічних наук, доцент, професор кафедри менеджменту зовнішньоекономічної діяльності підприємств, Національний авіаційний університет, м. Київ, Україна.

### Відповідний секретар
- Приварникова Ірина Юліївна, кандидат економічних наук, доцент, доцент кафедри менеджменту та туристичного бізнесу, Дніпропетровський національний університет імені Олеся Гончара, м. Дніпро, Україна

### Технічний секретар
- Крупський Олександр Петрович, кандидат психологічних наук, доцент, доцент кафедри менеджменту та туристичного бізнесу, Дніпропетровський національний університет імені Олеся Гончара, м. Дніпро, Україна

## Формат видання / випуски / архів
Науковий журнал "Вісник Дніпропетровського університету. Серія: Менеджмент інновацій" виходить у світ в електронному форматі, випуски розміщено на сторінках "Поточний випуск [Архівовано 6 грудня 2016 у Wayback Machine.]" Офіційного інтернет-представництва Вісник Дніпропетровського університету. Серія: Менеджмент інновацій. [Архівовано 2 грудня 2016 у Wayback Machine.]
Нова концепція випуску журналу "Вісник Дніпропетровського університету. Серія: Менеджмент інновацій" передбачає вільний доступ читачів до наукових і дослідницьких статей, опублікованих у виданні.
Кожен користувач може відкрити сторінку видання та ознайомитися з поточними випусками в повноформатному викладі, постатейно, а також з архівом [Архівовано 6 грудня 2016 у Wayback Machine.] усіх випусків "Вісник Дніпропетровського університету. Серія: Менеджмент інновацій" попередніх років.